# Moschkogel
Der Moschkogel ist ein 1916 m ü. A. hoher Berg in der Koralpe auf der Grenze zwischen den österreichischen Bundesländern Kärnten und Steiermark. Der Gipfel liegt nahe des Nord-Süd-Weitwanderweges zwischen Weinebene und Großem Speikkogel.

## Lage und Umgebung
Der Moschkogel liegt am Hauptkamm der Koralpe zweieinhalb Kilometer südwestlich der Weinebene. Entlang des Kamms verläuft die Landesgrenze zwischen Kärnten (Frantschach-St. Gertraud) und der Steiermark (Bad Schwanberg). Im Süden trennt ein namenloser Sattel (1748 m ü. A.), der bereits vor Jahrhunderten als Übergang genutzt wurde, den Berg von der Hühnerstütze (1989 m). Nördlich läuft der Gebirgsrücken über den Nebengipfel Brandhöhe (1886 m) und den Weinofen (1726 m) zur Weinebene aus. Der Moschkogel markiert den nördlichsten Punkt des Naturschutzgebietes Seekar-Bärental (NSG 10) und ist nicht mit einem 3700 Meter südöstlich gelegenen Berg gleichen Namens (1599 m) zu verwechseln. Nächstgelegener Stützpunkt ist die Grillitschhütte.

## Geologie und Mineralogie
Geologisch gehört der Moschkogel zum Altkristallin der Koralpe und besteht aus Paramorphosenschiefern, die nördlich der Brandhöhe in Eklogitamphibolite übergehen. Diese Gesteine bilden in der Gipfelregion für das Koralmkristallin und weitere Teile des Steirischen Randgebirges charakteristische Felsöfen, die erosionsbedingt bizarre Formen entwickeln können.
Sowohl auf Kärntner als auch auf steirischer Seite wurden am Moschkogel Mineralfunde dokumentiert. Heinz Meixner hielt 1965 einen solchen Fund am Ende eines von der Jagdhütte Waldbauer heraufführenden Güterweges 200 Höhenmeter unterhalb der Waldgrenze für spätere mineralogisch-genetische Vergleiche zwischen Koralpe und Saualpe fest: Der Schulleiter von St. Michael im Lavanttal fand einen Amphibolit, der auf handgroßen Querklüften einen weißen, mehrere Millimeter dicken Belag von dünnsäuligen Kristallen zeigte. Die optische Untersuchung ergab einachsige Negativität mit hoher Doppelbrechung und Lichtbrechungen, welche mit Mizzonit aus der Skapolithgruppe übereinstimmen. Die Analyse eines Fundes von einem Kalksilikatschiefer-Aufschluss an der Ostflanke des Berges ergab als Bestandteile Quarz, Granat, Plagioklas, Kalifeldspat, Zoisit, Klinopyroxen, Amphibolit und Biotit. Im Anschliff waren kleinere Erzbutzen erkennbar, die sich im Wesentlichen als Gemenge von Chalkopyrit und Pyrrhotin herausstellten. Eine spätere Fundprobe von derselben Stelle zeigte eine ausgeprägte Chalkopyrit/Pyrrhotin-Verzerrung.

## Aufstieg

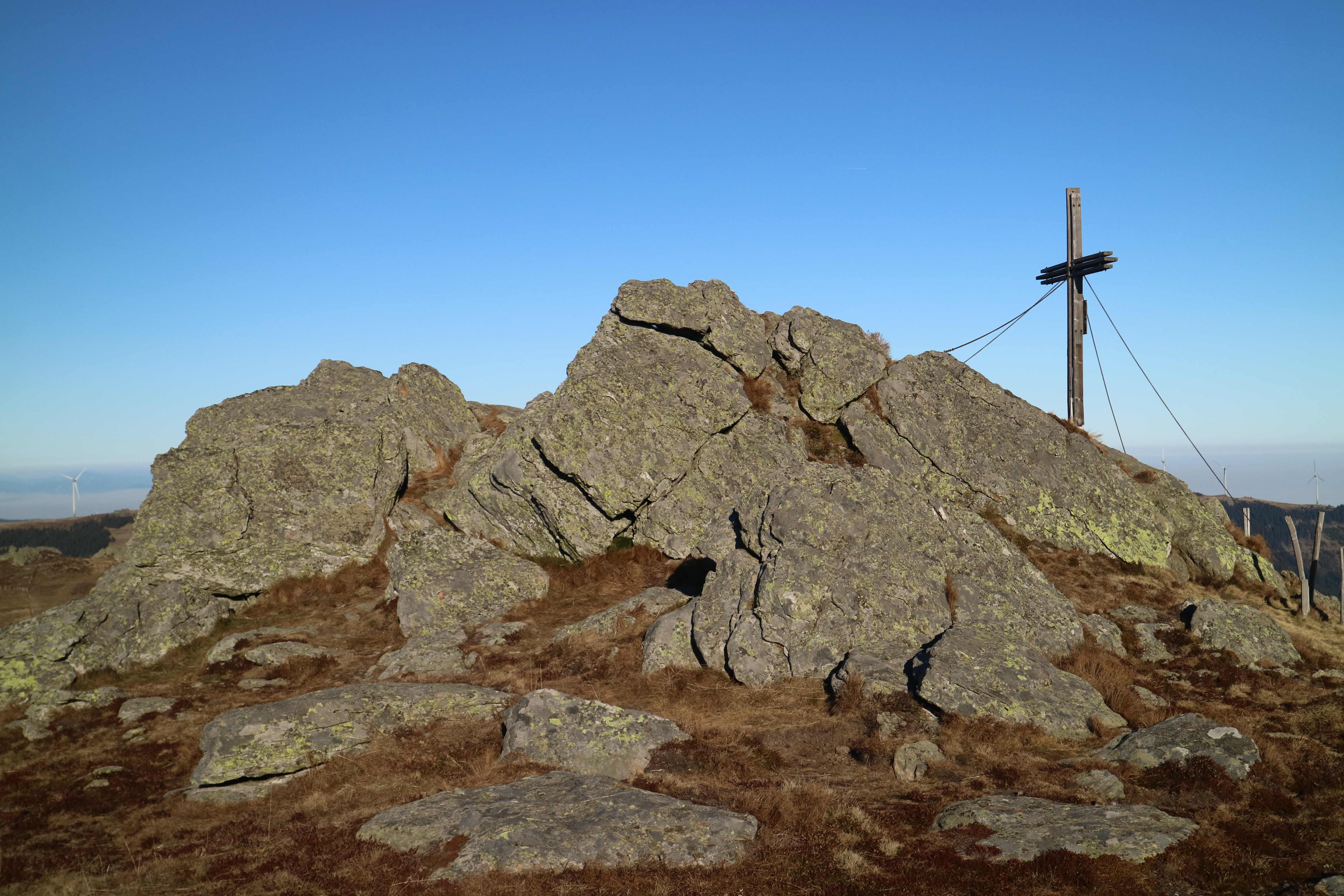
Gipfelkreuz auf dem Moschkogel

Der Moschkogel ist am einfachsten von der Weinebene aus in rund einer Stunde erreichbar. Der unschwierige Anstieg führt entlang des Nord-Süd-Weitwanderweges (Wegnummer 05), dann unmarkiert über die Skipiste auf den Kamm, vorbei am Wasserspeicher Weinebene II und auffälligen Öfen auf die Brandhöhe. Ein kürzerer, steilerer Anstieg erfolgt entlang eines Weidezauns vom Sattel südlich des Moschkogels bzw. von der Grillitschhütte in etwa 30 Minuten. 
Das aktuelle Gipfelkreuz wurde im September 2005 von der alpinen Einsatzgruppe der Polizei Deutschlandsberg aufgestellt.